# Amt Friedewald (Hessen)
Das Amt Friedewald mit dem Gericht Heringen war eine territoriale Verwaltungseinheit der Landgrafschaft Hessen und ab 1567 der Landgrafschaft Hessen-Kassel. Der östliche Teil kam 1816 zum Großherzogtum Sachsen-Weimar-Eisenach.
Das Amt Friedewald bestand bis zur Verwaltungs- und Gebietsreform des Kurfürstentums Hessen im Jahr 1821.

## Geographische Lage
Das Amt war gegliedert in das Oberamt (Friedewald) und das Unteramt (Gericht Heringen).
Das Oberamt lag im Grenzbereich zwischen der Kuppenrhön und dem Seulingswald an der Wasserscheide von Fulda und Werra. Der im südlichen Amtsgebiet gelegene Dreienberg (525 m ü. NN) gehört zu den nördlichsten Ausläufern der Rhön. Der nördlich von Friedewald gelegene Tote Mann ist die höchste Erhebung des Seulingswaldes. Der Herfabach befand sich teilweise im Ober- und im Unteramt. Der Neuröder Bach (Stärkelsbach) bildete die Grenze zur hersfeldischen Vogtei Kreuzberg (Philippsthal).
Das Unteramt, auch Gericht Heringen genannt, enthielt zahlreiche Wüstungen und lag an der Werra, umgeben von den Ausläufern des Frauenseer Forsts, des Seulingswaldes und der Vorderrhön.
Heute gehört das ehemalige Amtsgebiet zum größten Teil zu den Gemeinden Friedewald und Heringen (Werra) im hessischen Landkreis Hersfeld-Rotenburg. Die vier östlichsten Orte liegen im thüringischen Wartburgkreis und gehören zur Stadt Werra-Suhl-Tal.
Das Gebiet des Amts grenzte:
- im Westen an Gebiet des Klosters Petersberg,
- im Nordwesten und Norden an das Amt Rotenburg,
- im Nordosten an das sachsen-eisenachische Amt Gerstungen,
- im Osten an das Amt Frauensee und das hessisch-sächsische Amt Hausbreitenbach,
- im Südosten an die Vogtei Kreuzberg und das sachsen-eisenachische Amt Krayenberg und
- im Süden an das Landecker Amt.

## Geschichte

### Geschichte des Oberen Amts (Amt Friedewald)
Das Gebiet um Friedewald, das später das „Obere Amt“ genannt wurde, war spätestens im 10. Jahrhundert im Besitz der Abtei Hersfeld. Die Burg Friedewald war vermutlich eine nur wenig befestigte Anlage und wurde wahrscheinlich zur Kontrolle an einem Kreuzungspunkt zweier Altstraßen gebaut. Zum einen war das Straße durch die Kurzen Hessen von Frankfurt am Main nach Leipzig und zum anderen eine Handelsstraße von Bremen nach Nürnberg.
Im Jahre 1302 wurde der Ort und das Amt Friedewald erstmals urkundlich erwähnt, als der Abt den Ort als Lehen an die hessischen Landgrafen vergab. Schon 1306 erhielten die Landgrafen das Geleitrecht auf der Straße durch die Kurzen Hessen. Das Amt um die Burg entwickelte sich in diesem Jahrhundert zu einer hessischen Enklave in hersfeldischem Gebiet. Es war mehrfach verpfändet, aber ab 1361 wieder in uneingeschränkt hessischem Besitz. Die Burg diente als Gerichts- und Verwaltungssitz.
1476 erwarb Landgraf Heinrich III. von Hessen die Besitzanteile der Herren von Milnrode an der Burg. Die alte Burg wurde daraufhin abgerissen, und Heinrich III. ließ an ihrer Stelle von seinem Baumeister Hans Jakob von Ettlingen die Wasserburg Friedewald bauen, die den Landgrafen für Jagdaufenthalte diente. Nachdem der Landgraf 1489 die Anteile der Herren von Altenburg gekauft hatte und damit Alleinbesitzer der Burg geworden war, begannen die Umbauarbeiten in der Vorburg, die bis etwa 1500 andauerten.
Im Jahr 1551 fand im Schloss Friedewald eine Fürstenversammlung statt, in der der Vertrag zwischen Frankreich und den Fürsten des Schmalkaldischen Bunds zur Befreiung des Landgrafen Philipp I. von Hessen aus der Gefangenschaft des Kaisers Karl V. geschlossen wurde.

### Geschichte des Unteren Amts (Gericht Heringen)
Heringen an der Werra gehörte ursprünglich zu Thüringen und wurde im Jahre 1153 erstmals urkundlich erwähnt. Das Kloster Fulda belehnte um das Jahr 1170 Heinrich von Heringen mit dem Ort. Das Gericht Heringen umfasste im frühen 15. Jahrhundert das heutige Stadtgebiet von Heringen (ohne Kleinensee) und den Ort Harnrode. Im Jahre 1432 verkaufte Margarethe von Heringen das Gericht an Landgraf Ludwig I. von Hessen, der es dem Amt Friedewald angliederte. Allein Harnrode und Geiderstad (heute Wüstung) kamen zur hersfeldischen Vogtei Kreuzberg, die Obrigkeit über den Ort lag aber beim Amt Friedewald.
1553 erwarb Landgraf Philipp I. die Dörfer Vitzeroda, Abteroda und Gasteroda und ordnete sie dem Gericht Heringen zu. Während Abteroda vorher seit 1035 dem Kloster Fulda gehört hatte, war Vitzeroda im Jahr 1283 von Heinrich von Frankenstein an das Kloster Kreuzberg (heute: Philippsthal) verkauft worden. Gasteroda gehörte zunächst zum ehemaligen Pfarrdorf Heiligenroda, dessen erste namentlich bekannte Besitzer die Herren von Benhausen waren. Diese übertrugen 1383 ihre Besitzungen in Heiligenroda und Gasteroda dem Kloster Kreuzberg. Die geistliche Betreuung der drei Orte erfolgte ab 1585 durch die Pfarrei in Heringen.

### Zugehörigkeit zur Landgrafschaft Hessen-Kassel
Bei der Teilung der Landgrafschaft Hessen 1567/68 nach dem Tod des Landgrafen Philipp I. kam das Amt Friedewald mit dem Gericht Heringen an die Landgrafschaft Hessen-Kassel.
Da im ausgehenden 16. Jahrhundert eine starke Befestigung u. a. wegen der sinkenden Bedeutung der durch Friedewald führenden Altstraße nicht mehr nötig war, ließ Landgraf Wilhelm IV. ab 1580 die Wasserburg und Moritz um 1600 die Vorburg schlossartig ausbauen. Im Dreißigjährigen Krieg wurde die Burg durch wechselnde Besetzer erobert. Im Siebenjährigen Krieg 1762 zerstörte General Stainville (franz. Armee) die Wasserburg. Sie wurde nicht mehr aufgebaut. Seitdem diente die Vorburg als Amtssitz und Gerichtslokal.
Die bis dahin thüringischen Orte Dippach (Amt Hausbreitenbach) und Kleinensee (Amt Gerstungen) wurden im Jahr 1733 hessisch und dem Amt Friedewald angegliedert, nachdem Landgraf Friedrich I. im Gegenzug seine Ansprüche auf das gemeinsam mit Sachsen-Eisenach verwaltete Amt Hausbreitenbach fallen gelassen hatte. Ab 1763 gehörte der Ort Ausbach zum Landecker Amt.

### Napoleonische Besetzung
Während der napoleonischen Besetzung und des kurzlebigen Königreichs Westphalen gehörte das Gebiet des bisherigen Amts Friedewald zum Distrikt Hersfeld im Departement der Werra und war in zwei Kantone geteilt: das Oberamt Friedewald wurde zum Kanton Friedewald, das Unteramt Heringen zum Kanton Heringen.
Nach der Auflösung des Königreichs Westphalen im Jahr 1813 wurde das Kurfürstentum Hessen mit seiner vormaligen Verwaltungsstruktur wieder hergestellt.

### Wiener Kongress 1815 und Auflösung 1821
Nach den Bestimmungen des Wiener Kongresses wurden die Orte Dippach, Vitzeroda, Abteroda und Gasteroda im Jahr 1816 an das Großherzogtum Sachsen-Weimar-Eisenach abgetreten und dem Amt Hausbreitenbach angegliedert. Eine Kuriosität dieser Zeit war die fortbestehende Bindung der Orte Vitzeroda, Abteroda und Gasteroda zur hessischen Parochie Heringen für weitere 80 Jahre. Auf vielfache Bitte seitens der Bevölkerung reagierte die Weimarer Regierung und unterzeichnete im Februar 1894 einen Staatsvertrag zum Übertritt der Gemeindekirchenmitglieder der drei Orte zur Parochie Gospenroda.
Das hessische Amt Friedewald mit dem Gericht Heringen bestand noch bis 1821 und wurde im Zuge der kurhessischen Verwaltungsreform politisch dem Kreis Hersfeld zugeordnet.

## Zugehörige Orte

### Orte des Oberen Amts (Amt Friedewald)
Dörfer und Höfe
- Friedewald mit der Wasserburg Friedewald
- Ausbach (1763 zum Landecker Amt)
- Heiligenmühle (Einzelgut)
- Herfa
- Lautenhausen
- Oberneurode

Wüstungen
- Richolferode
- Weißenborn (Einzelhof)
- Wundorf

### Orte des Unteren Amts (Gericht Heringen)
Dörfer und Höfe
- Heringen
- Harnrode (1432 zur Vogtei Kreuzberg, Obrigkeit blieb bei Amt Friedewald)
- Lengers
- Widdershausen
- Abteroda (1553–1816)
- Gasteroda (1553–1816)
- Vitzeroda (1553–1816)
- Dippach (1733–1816)
- Kleinensee (ab 1733)

Wüstungen
| - Benegarte - Bengendorf - Buren - Eitzenrode - Fronhof | - Gytzenrode - Hamme - Igelsdorf - Leimbach - Mespens | - Mutelsdorf - Stigkens - Thennichendorf - Witerade - Wölfershausen | - Geiderstad (1432 zur Vogtei Kreuzberg, Obrigkeit blieb bei Amt Friedewald) |